# Génération P
Pour plus de détails, voir Fiche technique et Distribution.
Génération P (russe : Generation П) est une comédie noire russe réalisée par Viktor Guinzbourg et sortie en 2011. Il s'agit d'une adaptation du roman éponyme de Viktor Pelevine, qui a également participé au scénario.

## Synopsis
Génération P suit les étranges aventures de Babylen Tatarski, qui passe du statut de jeune homme désabusé dans la morne Moscou post-communiste à celui de “créateur” en chef du monde virtuel de la politique russe.
Lorsque Babylen était jeune pionnier, sa génération a reçu un cadeau de l'État soviétique en décomposition sous la forme d'une bouteille de Pepsi, de fabrication russe. Ce n'était pas seulement une boisson, c'était aussi le symbole de l'espoir qu'un jour, une nouvelle vie magique arriverait depuis l'autre côté de l'océan. L'arrivée de cette vie, et la façon dont elle a transformé ces anciens pionniers, est le sujet du film. Au début des années 1990, Tatarski, un poète frustré, accepte un emploi de rédacteur publicitaire et se découvre un don pour donner une touche typiquement russe aux publicités de style occidental. Mais plus Tatarski s'implique dans le monde de la publicité, plus il se demande s'il n'a pas trop sacrifié pour l'argent. Son succès fulgurant l'entraîne dans un monde surréaliste de spin doctors, de gangsters, de trafiquants de drogues et de l'esprit de Che Guevara qui, par l'intermédiaire d'une planche Ouija, lui transmet l'éblouissante théorie du « WOWisme », qui explique comment la télévision détruit l'identité individuelle. Bien que nommé en l'honneur de Lénine, Babylen choisit plutôt de croire en son destin « babylonien » et recherche secrètement la belle déesse Ishtar, qui devient pour lui un symbole de fortune. Pendant ce temps, les gens qui entourent Babylen — clients, collègues — périssent dans le monde violent du nouveau capitalisme russe. Dans le Moscou des années quatre-vingt-dix, cette situation est considérée comme le cours normal des choses. Tatarski est invité à rejoindre une toute puissante société de relations publiques dirigée par un génie de la publicité cyniquement impitoyable, Leonid Azadovski, qui invite Tatarski à participer à un processus secret d'élections truquées et de publicité politique mensongère. Grâce à son génie, Tatarski atteint son apogée en créant et en faisant élire un président « virtuel ». Mais tel Faust vendant son âme au diable, cet ex-humaniste descend peu à peu au rang de réprouvé, constatant qu'il ne s'appartient plus, mais qu'il est prisonnier d'un monde virtuel qu'il a lui-même créé. Babylen retourne chez son ami bouddhiste Gireïev et prend des champignons hallucinogènes pour tenter de recréer son expérience aussi intense que l'était la précédente. Lors d'une initiation sumérienne rituelle, Babylen remplace Azadovski à la tête de l'Agence et devient l'époux terrestre de la déesse Ishtar, l'objet de son obsession. Là, il se voit offrir le contrôle du mécanisme qui produit le « simple bonheur humain » et peut ainsi contrôler le monde.

## Fiche technique
- Titre français : Génération P[1]
- Titre original russe : Generation П[2]
- Réalisation : Viktor Guinzbourg
- Scénario : Viktor Guinzbourg, Djina Guinzbourg, Viktor Pelevine d'après son roman éponyme.
- Photographie : Alexeï Rodionov
- Montage : Anton Anissimov, Karolina Matchievska, Irakly Kvirikadze, Vladimir Markov
- Musique : Kaveh Cohen, Michael David Nielsen, Alexandre Hacke, Sergueï Chnourov
- Sociétés de production : Kapo, Studio Gorki
- Pays de production :  Russie
- Langue originale : russe
- Format : couleurs
- Genre : comédie noire
- Durée : 112 minutes
- Dates de sortie : 
  - Canada : 14 avril 2011
  - France : 24 mars 2012 (Festival du film L'Europe autour de l'Europe)

## Distribution
- Vladimir Epifantsev : Tatarski
- Mikhaïl Efremov : Azadovski
- Vladimir Menchov : Farsouk Farseïkine
- Andreï Fomine : Sergueï Morkovine
- Alexandre Gordon : Hanine
- Renata Litvinova : Alla
- Amalia Mordvinova : Lena
- Ivan Okhlobystine : Maliouta
- Andreï Panine : Nikolaï Smirnov / Kolia le chauffeur
- Alexeï Podolski : Alekseï
- Sergueï Mourzine :
- Aníbal Silveyra : Che Guevara (voix)